# International Accounting Standard 17
A International Accounting Standard 17 (ou IAS 17) é uma das normas internacionais de contabilidade publicada pelo International Accounting Standards Committee (IASC) tendo em vista o tratamento da locação no balanço patrimonial.
No âmbito desta norma uma locação é definida como "um acordo pelo qual o locador transmite ao locatário em troca de um pagamento ou série de pagamentos o direito de usar um activo por um período de tempo acordado".

## Tipos de locação
- Locação financeira é a locação em que, em substância, o locador transfere para o locatário todos os riscos e vantagens inerentes a detenção de um dado activo, independentemente de o título de propriedade poder ou não vir a ser transferido (IAS 17.10)
- Locações operacionais serão classificadas as restantes locações não classificadas como financeiras (derivado de IAS 17.4)

## Distinção das locações
Um contrato é uma locação financeira no caso de se verificar pelo menos uma das seguintes condições.
- O Locador transfere a propriedade do activo para o Locatário no fim do prazo de Locação.
- O Locatário tem a opção de comprar o activo por um preço muito mais baixo do que o justo valor na data da opção de compra. No inicio do contrato já era previsível esta situação.
- O prazo da Locação abrange a maior parte da vida económica do activo ainda que o título de propriedade não seja transferido.
- No inicio da Locação o valor actual dos pagamentos da Locação é praticamente o total do justo valor do activo locados.
- Os activos locados são tão especializados que apenas os Locatários os podem usar sem que sejam feitas grandes modificações.

## Contabilização
A locação operacional apresenta menos registos contabilisticos durante o contrato.
|                    | Financeiras                                                                                           | Operacionais                                               |
| ------------------ | --- | ---------------------------------------------------------- |
| Inicio do contrato | Registo no activo tangível do valor do contrato em contrapartida da dívida a fornecedores             | Sem qualquer registo                                       |
| Rendas             | Reduz a dívida a fornecedores, assume os juros mensais em contrapartida pagamento da prestação mensal | Gastos do período em contrapartida da pagamento do aluguer |
| Depreciações       | Gastos do período em contrapartida da desvalorização do valor do bem.                                 | Sem qualquer registo                                       |
| Final do contrato  | Liquidação a dívida a fornecedores em contrapartida de pagamento do valor residual                    | Sem qualquer registo                                       |

## Revisão da norma
Alterações previstas à IAS17:
- O International Accounting Standards Board está actualmente a rever a IAS 17
- A alteração da norma está em fase de discussão, estando prevista para Junho de 2011 a data da sua conclusão.
- Ainda não está definido a entrada em vigor da nova norma.

## Adaptação em Portugal
Portugal é membro da União Europeia. O regulamento (CE) n.° 1725/2003 da Comissão Europeia, de 21 de Setembro de 2003 adoptou as normas internacionais de contabilidade (atualizado pelo Regulamento (CE) N.o 1126/2008)
A Norma Contabilística e de Relato Financeiro Nº 9 (NCRF 9) pertence ao conjunto de normas do actual Sistema de Normalização Contabilístico Português (SNC) e tem como base as normas internacionais de contabilidade (IAS/IFRS).
O SNC entrou em vigor em 1 de Janeiro de 2010 e substituiu o anterior normativo designado por POC (Plano oficial de Contabilidade). O POC era complementado por Directrizes Contabilisticas (DC), sendo que as locações (leasings) eram reguladas pela DC25.
A base da NCFR 9 é a Norma Internacional de Contabilidade nº17 (IAS17) e tem suporte no princípio contabilístico da Substância sobre a Forma. Estabelece que, independentemente da forma ou designação jurídica que um contrato de locação tenha, o registo contabilístico de locação financeira ou operacional seja feita de acordo com o estabelecido na norma.